# 1979 au Québec
Cet article traite des événements survenus en 1979 au Québec. 

## Événements

### Janvier
- 1er janvier : La loi sur les congés de maternités entre en vigueur[1].
- 5 janvier : à l'instar du couple Cossette-Trudel, le felquiste Jacques Lanctôt revient au Québec. Il est appréhendé par la police à la sortie de l'avion[2].
- 15 janvier : la loi sur la protection de la jeunesse entre en vigueur. Elle vise au respect des droits de l'enfant et a été créée à l'occasion de l'Année internationale de l'enfant[3].
- 24 janvier : René Lévesque annonce qu'il accepte de donner une subvention de 5 millions de dollars pour la rénovation du Colisée de Québec, condition essentielle pour l'entrée des Nordiques de Québec dans la Ligue nationale de hockey[4].
- 25 janvier : le rapport de la commission Pépin-Robarts sur l'unité canadienne recommande que les droits linguistiques appartiennent aux provinces. De plus, le Québec a un droit à l'autodétermination et Ottawa devrait négocier si le référendum s'avérait positif. Mécontent de ces conclusions, Pierre Trudeau relègue le rapport aux oubliettes[5].
- 29 janvier : début d'une grève dans le transport en commun à Québec, qui va durer près de 8 mois[6].

### Février
- 4 février : les syndicats annoncent qu'ils demanderont une augmentation de salaire de 20 % pour les employés du secteur public lors de la prochaine négociation[7].
- 12 février : lors de sa visite officielle au Québec, Raymond Barre devient le premier premier ministre français à prononcer un discours à l'Assemblée nationale[8].
- 20 février : la troisième session de la 31e législature est prorogée[9].

### Mars
- 3 mars : Gilles Villeneuve remporte le Grand Prix automobile d'Afrique du Sud en Formule 1[10].
- 6 mars : lors du message inaugural de la quatrième session de la 31e législature, René Lévesque annonce que son gouvernement se consacrera prioritairement au redressement de l'économie au cours de la prochaine année[11].
- 9 mars : les expropriés de Mirabel acceptent l'offre de 6 millions de dollars du gouvernement fédéral, mettant fin à dix ans de lutte contre l'expropriation de leurs terres dans le but de construire un aéroport[12].
- 13 et 14 mars : les chefs syndicaux profitent du sommet économique de Montebello pour dénoncer la situation économique du Québec[13].
- 21 mars : Marc Messier, Michel Côté et Marcel Gauthier présentent pour la première fois la pièce Broue au théâtre des Voyagements à Montréal[14].
- 22 mars : la LNH accepte l'entrée de 4 villes dont celle de Québec dans la ligue où ils pourront jouer l'automne prochain[15].
- 27 mars : lors de son discours du budget, Jacques Parizeau maintient la suppression de la taxe de vente pour le textile, les vêtements et les chaussures et annonce la mise en place d'un régime d'épargne-actions (REA). Les dépenses seront de 14 milliards de dollars en 1979-1980[16].
- 29 mars : un F-27 de Québecair s'écrase au moment de s'envoler à l'aéroport de L'Ancienne-Lorette. Il y a 17 morts[17].

### Avril
- 1er avril : le salaire minimum au Québec est porté à 3,47 $ l'heure[18].
- 8 avril : Gilles Villeneuve remporte le Grand Prix automobile des États-Unis Ouest en Formule 1[19].
- 11 avril : première représentation au Palais des congrès de Paris de l'opéra-rock Starmania de Luc Plamondon et Michel Berger. La distribution comprend Fabienne Thibeault, Diane Dufresne, Nanette Workman, France Gall et Claude Dubois[20].
- 13 avril : René Lévesque épouse Corinne Côté[21].
- 30 avril : Claude Ryan remporte l'élection partielle d'Argenteuil, faisant ainsi son entrée à l'Assemblée nationale. Le libéral Jean-Claude Rivest remporte celle de Jean-Talon contre la candidate péquiste Louise Beaudoin[9].

### Mai
- 17 mai : Robert Burns annonce son intention de quitter prochainement la politique[22].
- 21 mai : les Canadiens de Montréal remportent une quatrième Coupe Stanley consécutive face aux Rangers de New York[23].
- 22 mai : le Parti progressiste-conservateur de Joe Clark remporte les élections générales fédérales mais devra former un gouvernement minoritaire. Les résultats au Québec sont de 67 libéraux, 6 créditistes et 2 progressiste-conservateurs. Clark devient à l'âge de 39 ans le plus jeune premier ministre de l'histoire du Canada[24].

### Juin
- 1er et 2 juin : lors de son septième congrès, le Parti québécois accepte une modification de la formule étapiste. Le Québec ne devra accéder à la souveraineté qu'après un deuxième référendum gagnant. Louise Harel devient vice-présidente. Le parti compte maintenant 200 000 membres[25].
- 10 juin : un accident d'autobus sur l'autoroute 20 près de Saint-Simon près de Saint-Hyacinthe fait 11 morts et 25 blessés[26].
- 30 juin : la Banque provinciale du Canada et la Banque canadienne nationale fusionnent pour former la Banque nationale[27].

### Juillet
- 13 juillet : deux délinquants, Gilles Pimparé et Normand Guérin, sont accusés du meurtre de deux adolescents le 3 juillet dernier, Chantale Dupont et Maurice Marcil, qu'ils ont jeté en bas du pont Jacques-Cartier après les avoir délestés de leur argent. La jeune fille avait auparavant été violée. Ce crime crapuleux fera la manchette des journaux pendant une partie de l'été et sera l'objet d'un film documentaire (Le Pardon) au début des années 1990[28],[29].

### Août
- 7 août : le couple Cossette-Trudel écope de deux ans de prison après avoir été jugés coupables de l'enlèvement de James Richard Cross en 1970[30].
- 8 août : démission officielle de Robert Burns[9].
- 25 août : inauguration du premier Marathon de Montréal. La gagnante féminine est la Québécoise Jacqueline Gareau[31].
- 29 août : création du parc récréatif du mont Orford à partir du parc du même nom[32].
- 30 août : Yves Michaud devient délégué général du Québec à Paris[33].

### Septembre
- 6 septembre : le gouvernement rend public le document Bâtir le Québec, écrit par Bernard Landry, qui définit la nouvelle politique économique dans les années à venir[34].
- 14 septembre : première du film Mourir à tue-tête réalisé par Anne-Claire Poirier. Il s'agit d'un film mi-fiction mi-documentaire sur le viol[35].
- 21 septembre :
  - René Lévesque annonce un remaniement ministériel. François Gendron devient ministre de la Fonction publique et Michel Clair ministre du Revenu. Laissé de côté, Rodrigue Tremblay claque la porte du parti[9].
  - Jacques Parizeau rend public l'offre d'achat pour les actions d'Asbestos Corporation. L'offre est de 42 $ l'action[36].
- 23 septembre : Denise Filiatrault et Dominique Michel animent le premier Gala de l'ADISQ à Montréal. Claude Dubois et Fabienne Thibeault remportent les Félix d'interprètes masculin et féminine de l'année. La pièce Starmania obtient 5 trophées[37].

### Octobre
- 7 octobre : Gilles Villeneuve remporte le Grand Prix automobile des États-Unis Est en Formule 1[38].
- 9 octobre : fin du conflit du transport en commun à Québec[39].
- 10 octobre : premier match des Nordiques de Québec dans la LNH[40].
- 14 octobre : premier match Canadiens-Nordiques au Forum de Montréal. L'équipe montréalaise l'emporte 3-1[41].
- 27 octobre : inauguration de la centrale LG-2 à la Baie James par le premier ministre René Lévesque[42].

### Novembre
- 1er novembre : René Lévesque dépose le livre blanc sur la souveraineté-association à l'Assemblée nationale. Il s'intitule La nouvelle entente Québec-Canada[43].
- 8 novembre : le felquiste Jacques Lanctôt est reconnu coupable de l'enlèvement de James Richard Cross et écope de 3 ans de prison[44].
- 11 novembre : Jacques Parizeau accorde 690 millions de dollars supplémentaires aux membres du Front commun, insatisfaits des offres gouvernementales. Ceux-ci ont décidé une grève illimitée à partir du 13 novembre[45].
- 12 novembre : Québec fait adopter une loi spéciale suspendant le droit de grève dans le secteur public pendant 15 jours[46].
- 14 novembre : le PLQ remporte les élections partielles dans Beauce-Sud, Prévost et Maisonneuve, les deux derniers étant auparavant détenus par le PQ[9].
- 18 novembre : la CSN déclenche une grève de trois jours dans les hôpitaux[47].
- 21 novembre : entente de principe à la CSN. Le gouvernement a consenti à faire monter le salaire minimum de 200 $ à 265 $ par semaine dans le secteur public. Le lendemain, la FTQ accepte de signer l'entente mais la CEQ décide da faire bande à part[48].
- 26 novembre : le libéral Herbert Marx remporte l'élection partielle de D'Arcy McGee avec 96 % des voix[9].

### Décembre
- 11 décembre : Louise Deschâtelets devient la nouvelle présidente de l'Union des artistes[49].
- 13 décembre :
  - à Ottawa, le budget conservateur est défait en Chambre. Des élections générales sont annoncées pour le 18 février 1980[50].
  - la Cour suprême déclare illégal le chapitre de la Charte de la langue française instaurant la primauté du français dans la justice et la législation[51].
- 20 décembre : René Lévesque fait connaître la question référendaire à l'Assemblée nationale[52].

## Naissances
- Elisabeth Prass (conseillère et femme politique)
- Mathieu Lemay (ingénieur et homme politique)
- Patrick Charbonneau (homme politique, maire de Mirabel) († 1er juillet 2025)
- Yannick Gagnon (homme politique)
- 16 janvier - Mélanie Joly (femme politique)
- 11 février - Éric Cyr (joueur de baseball)
- 14 mars - Mathieu Fortin (écrivain)
- 15 mars - Jean-François Fortin (joueur et entraineur de hockey)
- 4 avril - Roberto Luongo (joueur de hockey)
- 7 avril - Pascal Dupuis (joueur de hockey)
- 17 avril - Mylène Dinh-Robic (actrice)
- 25 mai - Caroline Ouellette (joueuse de hockey)
- 30 mai - Francis Lessard (joueur de hockey)
- 4 juillet - Dumas (chanteur)
- 13 juillet - Holly Gauthier-Frankel (actrice)
- 21 juillet - Jean-François Damphousse (joueur de hockey et entraineur)
- 24 juillet - Inti Chauveau (acteur)
- 6 août - Marie Montpetit (femme politique)
- 22 août - Jennifer Finnigan (actrice)
- 13 septembre - Jacynthe (chanteuse)
- 20 septembre - Christopher Skeete (homme politique)
- 2 octobre - Joëlle Boutin (femme politique)
- 14 novembre - Jean-Philippe Wauthier (animateur de la télévision et de la radio)
- 21 novembre - Alex Tanguay (joueur et entraineur de hockey)
- 24 décembre - Sébastien Demers (boxeur)
- Mathieu Simoneau (poète)

## Décès
- 9 janvier - George McClellan Stearns (homme politique) (º 17 décembre 1901)
- 18 janvier - Antonio Auger (homme politique)  (º 28 mars 1900)
- 16 mars - Jean-Guy Cardinal (homme politique) (º 10 mars 1925)
- 25 mars - Lionel Bertrand (journaliste et homme politique) (º 10 mars 1906)
- 9 mai - Paul Guèvremont (acteur) (º 28 décembre 1902)
- 11 juillet - Claude Wagner (homme politique) (º 4 avril 1925)
- 1er octobre - Lise Lasalle (actrice) (º 16 septembre 1934)
- 2 décembre - Jean Bruchési (historien) (º 9 avril 1901)
- 19 décembre - Joseph-Émile Perron (homme politique) º 26 octobre 1893)
- 25 décembre - Jordi Bonet (peintre, céramiste et sculpteur) (º 7 mai 1932)

### Articles généraux
- Chronologie de l'histoire du Québec (1960 à 1981)
- L'année 1979 dans le monde
- 1979 au Canada

### Articles sur l'année 1979 au Québec
- Élection fédérale canadienne de 1979
- Liste des lauréats des prix Félix en 1979